# Cantó de Dijon-6
El cantó de Dijon-6 és un cantó francès del departament de Costa d'Or, situat al districte de Dijon. Compta amb part del municipis de Dijon.

## Municipis
- Dijon (part)

## Història
| Data d'elecció                           | Identitat               | Partit           | Qualitat |
| ---------------------------------------- | ----------------------- | ---------------- | -------- |
| 1973-1988                                | Robert Poujade          | UDR, després RPR |          |
| 1988-2004                                | Jacques Guerrin         | RPR              |          |
| 2004-                                    | François-Xavier Dugourd | UMP              |          |
| les dades anteriors no són pas conegudes |                         |                  |          |
|                                          |                         |                  |          |